# Presupuesto militar de Rusia

Presupuesto militar de China, Rusia y EE. UU. en miles de millones de dólares constantes de 2019

El presupuesto militar de Rusia es la parte del presupuesto general de Rusia que se asigna a la financiación de las Fuerzas Armadas rusas. Este presupuesto militar financia los salarios de los empleados y los costos de capacitación, el mantenimiento de equipos e instalaciones, el apoyo a operaciones nuevas o en curso, y el desarrollo y adquisición de nuevas armas, equipos y vehículos. Según estimaciones para los 21 años a partir de 2000, Rusia aumentó su presupuesto militar de 9230 millones de dólares a 65 900 millones de dólares, o más del 600 por ciento. Moscú gasta más en el ejército que cualquier país de la Unión Europea.

## Historia
En 1988, el gasto militar era una puesto único en el presupuesto estatal de la Unión Soviética, con un total de 21 mil millones de rublos (68,8 mil millones de dólares estadounidenses de 1988). Sin embargo, dado el tamaño del parque militar, se consideró que la cifra real era mucho mayor. Tras la desintegración de la Unión Soviética y el surgimiento de la Federación Rusa como estado independiente, entre 1991 y 1997 el gasto en defensa de Rusia se redujo en un factor de ocho en precios reales. Entre 1988 y 1993, la producción de armas en Rusia cayó al menos un 50% para prácticamente todos los principales sistemas de armas.
En 1998, cuando la Federación de Rusia experimentó una grave crisis financiera, su gasto militar en términos reales alcanzó su punto más bajo: apenas una cuarta parte del de la URSS en 1991, y dos quintas partes del nivel de 1992, el primer año de la existencia independiente de Rusia.. Sin embargo, desde el ascenso al poder de Vladímir Putin y la constatación de la mala preparación de las fuerzas armadas de Rusia en las guerras de Chechenia, el gasto militar aumentó rápidamente, particularmente después de la reforma militar de 2008. Según SIPRI, el gasto militar ruso en términos reales en 2012 fue el más alto desde el resurgimiento de la Federación Rusa como nación independiente, pero seguía siendo mucho más bajo que el gasto militar estimado de la URSS en 1990, su último año completo de existencia (US$291 mil millones a precios de 2012). El presupuesto se expandió desde 1998 hasta 2015, pero los problemas económicos, incluida una fuerte caída en el precio del petróleo, implicaron una reducción de un 5,3 % en 2016, a pesar de que los analistas remarcaron que se requerían grandes aumentos para financiar los planes de equipamiento del momento y adaptarse a las altas tasas de inflación.
|                                                                             | 2006     | 2007     | 2008     | 2009     | 2010    | 2011   | 2012    | 2013    | 2014   | 2015    | 2016    | 2017    | 2018     | 2019     | 2020     | 2021   | 2022     | 2023*  |
| --------------------------------------------------------------------------- | -------- | -------- | -------- | -------- | ------- | ------ | ------- | ------- | ------ | ------- | ------- | ------- | -------- | -------- | -------- | ------ | -------- | ------ |
| Miles de millones de rublos (Ministerio de Finanzas de la Federación Rusa)) | 666,02** | 821,48** | 1040,9** | 1211,9** | 1277**  | 1516** | 1832,2  | 2111,7  | 2481,3 | 3187,8  | 3806,4  | 3059,64 | 3062,99  | 3233,46  | 3308,12  | 3573** | 4680**   | 4981,6 |
| % PBI                                                                       | 2,54     | 2,47     | 2,52     | 3,12     | 2,76    | 2,52   | 2,69    | 2,89    | 3,14   | 3,12    | 4,45    | 3,33    | 2,95     | 2,95     | 3,07     | 2,73** | 3,13**   |        |
| miles de millones de $, tasa según IISS - dólares de 2015)                  | 24,57    | 32,21    | 36,35    | 41       | 38,01   | 32,7** | 36,3    | 39,74   | 43,44  | 52,01   | 59,43   | 46,13   | 42,03    | 42,79    | 43,53    | 43,33  | 66,9**   | 71,1** |
| Gasto total en defensa en miles de millones de rublos (IIS)                 | 1052,67  | 1216,58  | 1570,1   | 1809,3   | 1760    | 2028   | 2482    | 2783    | 3222   | 4026    | 3831    | 3704    | 3928     | 4211     | 4460     | 4859   | 6153     | 6650   |
| % del PIB (nominal)                                                         | 4,02     | 3,66     | 3,8      | 4,66     | 3,8     | 3,37   | 3,64    | 3,81    | 4,08   | 4,85    | 4,47    | 4,03    | 3,78     | 3,84     | 4,14     | 3,71** | 4,12**   |        |
| Posición en el mundo (SIPRI)                                                | 7        | 5        | 4        | 5        | 4       | 3      | 3       | 3       | 3      | 4       | 3       | 4       | 5        | 5        | 5        | 5      | 3        |        |
| Diferencia con la OTAN, relación (SIPRI)                                    | 24       | 20       | 17       | 19       | 17      | 15     | 12      | 11      | 11     | 13      | 13      | 13      | 16       | 16       | 17       | 17     | 14       |        |
| PIB (nominal, miles de millones de rublos)                                  | 26217,2  | 33247,5  | 41276,8  | 38807,2  | 46308,5 | 60114  | 68103,4 | 72985,7 | 79030  | 83087,4 | 85616,1 | 91843,2 | 103861,7 | 109608,3 | 107658,2 | 135295 | 153435,2 |        |

*  Previsiones
**  Datos del IISS (el Ministerio de Finanzas de la Federación Rusa desglosó los gastos y no indica en un artículo separado "Defensa Nacional" en los informes finales de 2021)
*** Los datos de SIPRI difieren en gran medida de los datos del IISS y del Ministerio de Finanzas de la Federación Rusa para todos los países.
En 2014, el presupuesto militar de Rusia de 2,49 billones de rublos (con un valor aproximado de 69.300 millones de dólares estadounidenses al tipo de cambio de 2014) fue más alto que el de cualquier otra nación europea y aproximadamente 1/7 (14 %) del presupuesto militar de EE. UU. Sin embargo, un colapso en el valor del rublo redujo en gran medida el valor en dólares del presupuesto militar ruso planificado para 2015 a 52 mil millones de dólares, a pesar de un aumento del 33% en su valor del rublo a 3,3 billones. Debido a la crisis, el aumento previsto del 33 % tuvo que reducirse al 25,6 %, lo que significó que el presupuesto militar ruso de 2015 ascendió a 3,1 billones de rublos. El presupuesto originalmente planificado de 3,36 billones para 2016 también se redujo a un presupuesto planificado de 3,145 billones de rublos, un aumento de solo el 0,8% con respecto a 2015.

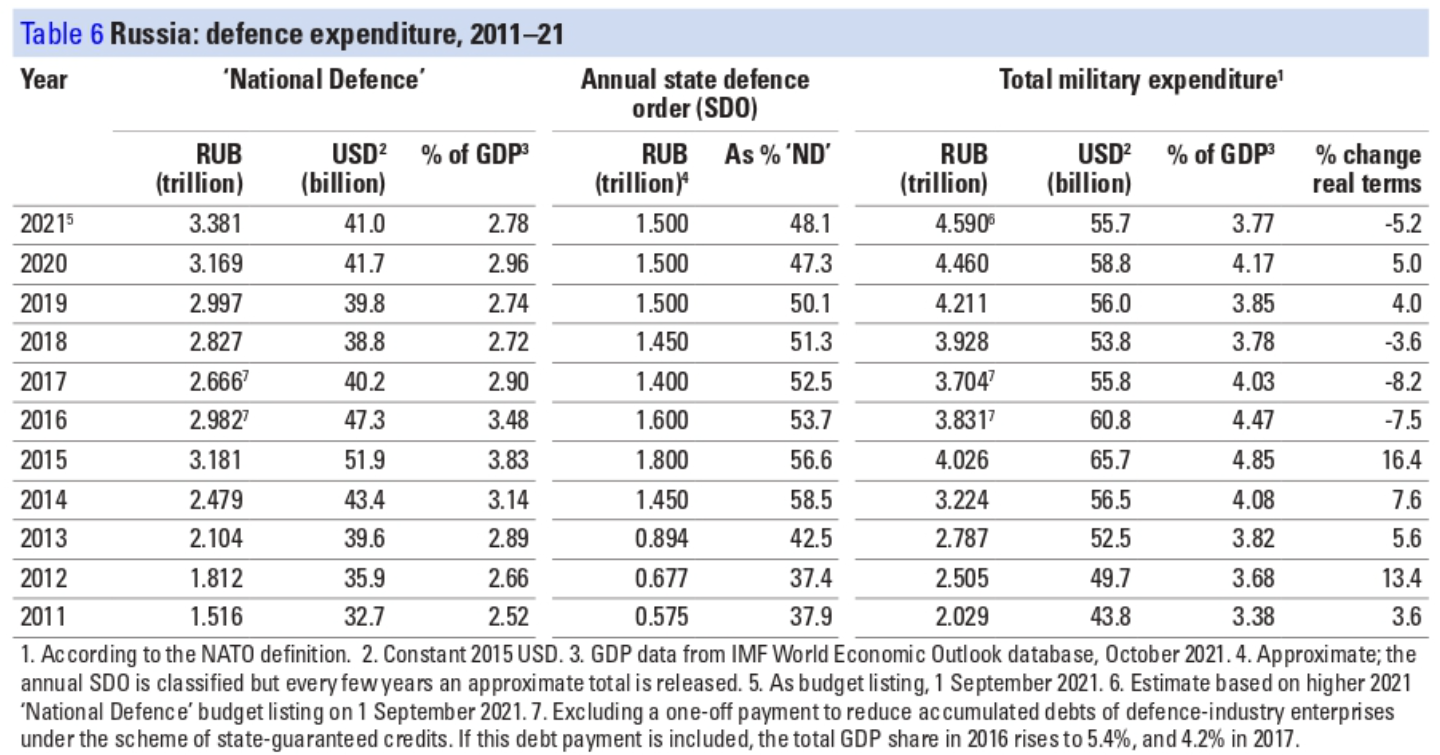
Presupuesto de defensa ruso de 2011 a 2021 según el IISS del informe The Military Balance 2022

El gasto militar de Rusia en 2021 alcanzó los $ 66 mil millones, según el Instituto Internacional de Investigación para la Paz de Estocolmo (SIPRI). Pero incluso entonces, EE. UU. gastó $ 801 mil millones al año y otros miembros de la OTAN alrededor de $ 363 mil millones. Se calcula que el presupuesto militar oficial de Rusia para 2022 habrá sido de 4,7 billones de rublos (75.000 millones de dólares), o más, y de unos 84.000 millones de dólares para 2023, un 40 % más que el presupuesto militar inicial anunciado en 2021.
Según el presupuesto de Rusia adoptado para 2023-2025, en el marco de los gastos de la sección de Defensa Nacional, se preveen 4.981.606,2 millones de rublos en 2023, 4.648.845,0 millones de rublos en 2024 y 4.208.364,9 millones de rublos, respectivamente. Los volúmenes de las asignaciones presupuestarias previstas en el proyecto de ley, en comparación con los volúmenes aprobados por el presupuesto para 2022-2024, se incrementaron en 2023 en 1.508.841,3 millones de rublos, en 2024 en 1.037.759,1 millones de rublos.
Entre 2022 y 2025, Rusia planea gastar un total de $ 600 mil millones en el ejército y la policía.

### Invasión rusa de Ucrania
Forbes Ucrania estimó en julio de 2022 que la invasión rusa de Ucrania en 2022 tuvo un precio de 400 millones de dólares por día. En noviembre de 2022, Forbes Ucrania estimó que, en sus primeros nueve meses, Rusia había gastado $ 82 mil millones en la invasión de Ucrania. En 2021, el presupuesto militar ruso superó por un factor de 10 al de Ucrania.

## Estimaciones no oficiales
Las estimaciones no oficiales suelen situar la cantidad total de gasto militar de la Federación Rusa por encima de las cifras del gobierno ruso, pero estos cálculos tienden a diferir entre organizaciones. Según el IISS "Por simple observación... [el presupuesto militar] parecería ser más bajo de lo que sugiere el tamaño de las fuerzas armadas o la estructura del complejo militar-industrial, y por lo tanto ninguna de las cifras es particularmente útil para el análisis comparativo".
IHS Markit Ltd estimó el presupuesto militar ruso para 2013 en 68.900 millones de dólares estadounidenses, 78.000 millones de dólares estadounidenses en 2014 y prevé un aumento a 98.000 millones de dólares estadounidenses en 2016. IHS describió esto como un rápido aumento en el gasto que dará como resultado que el presupuesto de defensa aumente del 15,7 por ciento del gasto federal en 2013 al 20,6 por ciento para 2016.
El Instituto Internacional de Estudios Estratégicos (IISS) estimó el presupuesto militar ruso de 2013 en 68.200 millones de dólares estadounidenses, un aumento del 31 % desde 2008. IISS señaló en su informe de 2013 que esto significaba que Rusia había superado al Reino Unido y Arabia Saudita para convertirse en el tercer mayor gastador militar del mundo, aunque los tipos de cambio también habían sido un factor en esto.
La base de datos de gastos militares de SIPRI 2017 estimó el gasto militar de Rusia en 2016 en 69.200 millones de dólares estadounidenses. Esta estimación es aproximadamente el doble de la estimación del SIPRI del presupuesto militar ruso para 2006 (34.500 millones de dólares estadounidenses).

## Comparación con otros países

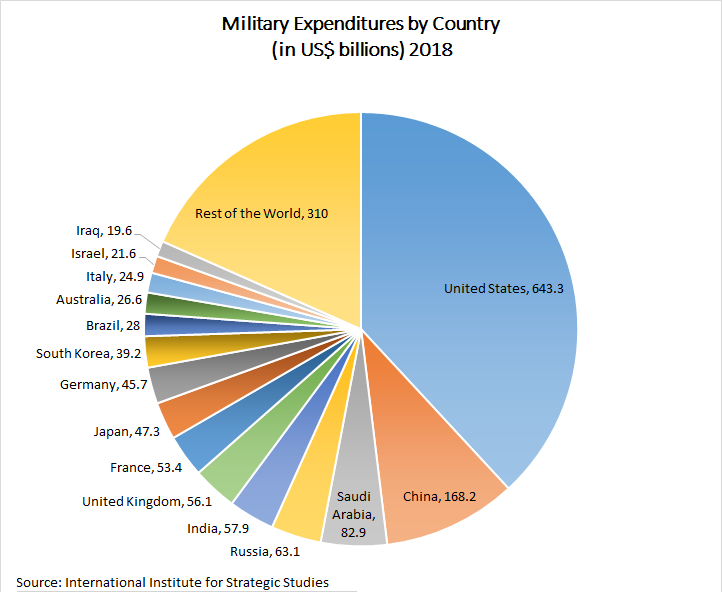
Un gráfico circular que muestra los gastos militares globales por país para 2018, en miles de millones de dólares, según el Instituto Internacional de Estudios Estratégicos.

Un gráfico que muestra el presupuesto militar de Rusia, los miembros europeos de la OTAN y China en % de gastos militares de EE. UU. 1988-2019

En 2020, SIPRI estimó el gasto militar de China en $ 252 mil millones, mientras que India fue el tercer presupuesto más grande con $ 72,9 mil millones, seguido de Rusia con $ 61,7 mil millones.
| País/Región                   | Presupuesto oficial (2014) | SIPRI (2012)         | IHS Inc. (2013)      | IISS (2013)          |
| ----------------------------- | -------------------------- | -------------------- | -------------------- | -------------------- |
| Estados Unidos                | $ 716 mil millones         | $ 682.5 mil millones | $ 582.4 mil millones | $ 600.4 mil millones |
| Reino Unido                   | $ 56.9 mil millones        | $ 60.8 mil millones  | $ 58.9 mil millones  | $ 57 mil millones    |
| Japón                         | $ 47 mil millones          | $ 59.3 mil millones  | $ 56.8 mil millones  | $ 51 mil millones    |
| República Popular China (RPC) | $ 177 mil millones         | $ 166.1 mil millones | $ 139.2 mil millones | $ 112.2 mil millones |
| Federación Rusa               | $ 48,2 mil millones        | $ 90.7 mil millones  | $ 68.9 mil millones  | $ 68.2 mil millones  |

### Evaluación de Global Firepower
GlobalFirepower (GFP) proporciona desde 2006 una visualización analítica de datos sobre 145 potencias militares modernas. De su informe del año 2023 se extraen los diez países con el gasto militar más alto:
| Puesto | País           | Gasto Militar Anual | Fuente |
| ------ | -------------- | ------------------- | ------ |
| 1      | Estados Unidos | $ 761 681 000 000   | [ 37 ] |
| 2      | China          | $ 230 000 000 000   | [ 37 ] |
| 3      | Rusia          | $ 82 600 000 000    | [ 37 ] |
| 4      | India          | $ 54 200 000 000    | [ 37 ] |
| 5      | Alemania       | $ 52 332 500 000    | [ 37 ] |
| 6      | Australia      | $ 52 162 000 000    | [ 37 ] |
| 7      | Reino Unido    | $ 50 235 456 000    | [ 37 ] |
| 8      | Arabia Saudita | $ 46 000 000 000    | [ 37 ] |
| 9      | Francia        | $ 45 943 325 500    | [ 37 ] |
| 10     | Corea del Sur  | $ 42 100 000 000    | [ 37 ] |